# Empiriokriticismus
Empiriokriticismus nebo též machismus je forma pozitivismu, kterou vytvořili Ernst Mach a Richard Avenarius. Vše, co nelze empiricky (vědecky) ověřit, jako například metafyziku, je podle nich nutné z vědy odstranit. Empiriokriticismus navazuje na pozitivismus Augusta Comta. Někteří historikové filozofie (Władysław Tatarkiewicz aj.) považují empiriokriticismus za druhou formu (fázi) pozitivismu. Přijali jej někteří marxisté (Lunačarskij), Lenin však v Materialismu a empiriokriticismu podrobil empiriokriticismus a jeho různé odrůdy a příbuzné směry (empiriomonismus, empiriosymbolismus, filozofie imanence) kritice. Ke kritikům empiriokriticismu patřil dále např. Husserl.